# GameMaker
GameMaker – środowisko do projektowania gier i programów komputerowych, pozwalające na pracę zarówno osobom bez znajomości zasad programowania, jak i zaawansowanym programistom. Środowisko projektowe dostępne jest obecnie w wersjach na Windows (GameMaker 8.1, GameMaker:Studio) i macOS (GameMakerMac).
Najbardziej rozbudowana wersja programu, Studio, pozwala na eksport gier na platformy: Windows, Windows Phone, Ubuntu (oraz kompatybilne z nim systemy linuxowe), OS X, iOS, Android, Tizen, MIPS, HTML5, PlayStation 3, PlayStation 4, PlayStation Vita. Pozostałe – GM:8.1 i GM:Mac pozwalają jedynie na eksport gier pod dany system operacyjny, dodatkowo są dostępne w wersjach Lite, umożliwiających przetestowanie programu przed zakupem.

## Opis
GameMaker oferuje duży zestaw gotowych funkcji, definiujących zachowania w grze. Jako wsparcie dla początkujących programistów, program oferuje tworzenie zachowań poprzez przeciąganie odpowiednich ikon z akcjami reprezentującymi najprostsze funkcje (tzw. klocki), do obiektów, na zasadzie „przeciągnij i upuść”, stanowią one jednak bardzo mały wycinek wszystkich możliwości i część z nich wciąż wymaga wpisania np. nazw zmiennych. Największym atutem programu jest własny język skryptowy GML (GameMaker Language), którego funkcje stworzono z naciskiem na tworzenie gier. Umożliwia on tworzenie bardziej rozbudowanych algorytmów, modyfikację zasobów, odczyt plików, połączenia z siecią, efekty cząsteczkowe, prosty tryb wizualizacji trójwymiarowej, a także rozszerzanie programu poprzez biblioteki DLL, co sprawia, że ma praktycznie nieograniczony potencjał.

## Wersje

### GameMaker:Studio
GameMaker:Studio to rozszerzona wersja wywodząca się z linii 8.1 pozwalająca na eksport gier na platformy Windows, Windows 8, Windows Phone 8, Mac OS X, iOS, Linux, Android, HTML5, MIPS, Tizen, PlayStation 3, PlayStation 4, PlayStation Vita. Pierwsza stabilna wersja została wydana 22 maja 2012. Obecnie IDE jest dostępne jedynie pod system Windows, ale w kolejnych wersjach mających bazować na C# zamiast Delphi, powinno być również kompatybilne z OSX i Linuxem.
Wiele funkcji języka GML w tej wersji zostało usunięte, ze względu na to iż są przestarzałe (np. obsługa IPX), nieosiągalne na platformach mobilnych (obsługa napędu CD, Rejestru Windows, niebinarny odczyt plików), lub powodowały znaczny spadek wydajności programu (sprawdzanie czy zmienna została zdefiniowana, za pomocą zmiennej typu string). Język GML jest też dynamicznie zmieniany i między wersjami pojawiają się często nowe funkcje (np. postinkrementacja, obsługa ekranów dotykowych, shadery, integracja ze Steam, API Facebooka itp.).
W odróżnieniu od wersji 8.1, program uruchamiający aplikacje wykonywalne w formacie exe (tzw. runner) pod Windows napisany jest w C++, a nie w Delphi, co powoduje większą wydajność (kod został przy okazji zoptymalizowany).
Program oferuje specjalną aplikację interpretującą gotowy projekt dla urządzeń przenośnych, dzięki którym można testować wszystkie gry bez ich kompilowania w obrębie sieci WiFi na urządzeniach mobilnych z Android/iOS i komputerach OS X z tego samego runnera (w przypadku systemu iOS trzeba jednak takową aplikację podpisać swoim certyfikatem developera, aby móc ją wgrać na urządzenie).
W przypadku eksportu na Windows 8 zyskujemy możliwość wykorzystania interfejsu Modern oraz wstawienia gry do Windows Store.

### GameMaker 8.1 Lite / Standard
Wersja programu przeznaczona do projektowania gier na platformę Windows. Jako jedyna dostępna w wersji Lite (darmowej) posiadającej jednak pewne ograniczenia. Pozwala wykorzystywać wszystkie standardowe funkcjonalności programu (w tym 3D, używanie DLL, używanie GML). Najnowsze produkty z tej serii są oznaczone numerami 8.1.x.

### GameMaker Mac
Wersja programu na komputery Apple, oparta na wersji 7. Pozwala na uruchamianie stworzonych gier na systemach OS X. Na wersji tej bazuje też port na systemy Linux (obecnie niedostępnej publicznie).

## Minimalne wymagania sprzętowe

### GameMaker:Studio
- Windows XP, Vista, 7, lub wyższy
- 512MB pamięci RAM
- 128MB pamięci karty graficznej
- komputer z systemem OSX dla eksportu na ten system
  - konto deweloperskie Apple w przypadku eksportu dla iOS lub dla Mac App Store
- Android SDK dla eksportu na platformę Android

### GameMaker 8.0 / 8.1.x
- Windows 2000, Windows XP, Windows Vista, Windows 7 lub wyższy
- DirectX 8 lub wyższy, zgodna z nim Karta dźwiękowa oraz Karta graficzna
- 128 MB pamięci RAM lub więcej

### GameMaker Mac
- macOS

## GameMaker Language
Game Maker Language jest wbudowanym językiem skryptowym stworzonym specjalnie na potrzeby programu Game Maker. Charakteryzuje go:
- prosta oraz elastyczna składnia, która przypomina takie języki jak JavaScript, ObjectPascal, C++ (czy BASIC przy stosowaniu alternatywnego zapisu IF-THEN),
- niska restrykcyjność, pozwalająca na pomijanie znaku ; po wyrażeniach, używanie znaku = zamiast == do porównań, pomijanie nawiasów w przy warunkach (if, while), brak pre- i post-inkrementacji
- definiowanie funkcji za pomocą wbudowanego typu skrypt (gdzie nazwa skryptu odpowiada nazwie funkcji),
- namiastka programowania obiektowego z możliwością dziedziczenia, za pomocą wbudowanego typu obiekt,
- dwa typy zmiennych: string i real
- zmienne mogą być tymczasowe (blok kodu), lokalne (każda instancja obiektu z własną wartością) i globalne (od momentu pierwszego zdefiniowania do zamknięcia aplikacji; można powiedzieć, że są to zmienne obiektu typu statycznego)
- dynamiczne typowanie zmiennych (brak jednak rzutowania)

Dokładna referencja języka GML wraz z pełną listą funkcji i argumentów znajduje się w dokumentacji programu.